# Banājūy-e Shomālī
Banājūy-e Shomālī (persiska: Yengīkand-e Khāneh-ye Barq, بناجوی شمالی, ينگی کند خانه برق) är en ort i Iran.   Den ligger i provinsen Östazarbaijan, i den nordvästra delen av landet, 500 km väster om huvudstaden Teheran. Banājūy-e Shomālī ligger 1 283 meter över havet och antalet invånare är 853.
Terrängen runt Banājūy-e Shomālī är huvudsakligen platt, men åt sydost är den kuperad.Runt Banājūy-e Shomālī är det ganska tätbefolkat, med 93 invånare per kvadratkilometer. Närmaste större samhälle är Bonāb, 5,4 km nordost om Banājūy-e Shomālī. Trakten runt Banājūy-e Shomālī består till största delen av jordbruksmark.